# Грабаренко Євдокія Василівна
Грабаренко Євдокія Василівна (нар. 15 лютого 1918; Корсунь-Шевченківський, Черкаська область, Україна) — українська викладачка та довгожителька, вік якої не підтверджено Групою геронтологічних досліджень (GRG). Наразі вона є найстарішою людиною у Черкаській області та 4-ю найстарішою живою людиною в Україні, після Катерини Коць, Олени Рибалко та Михайла. Її вік становить 107 років, 27 днів.

## Біографія
Грабаренко Євдокія Василівна народилася 15 лютого 1918 року в Корсуні-Шевченківському, Черкаська область, Україна. У неї був старший та молодший брат.
Коли їй було 14 років, у 1932 році під час голодомору, її сім'я переїхала на заробітки до Донбасу, там згодом вона закінчила школу та закінчила курси друкарок. Її батько та старший брат працювали на шахті, проте її брат загинув у шахті від газів у віці 16 років. Після цього її сім'я переїхала в рідне місто.
Працювала викладачем у Корсунь-Шевченківській школі, але під час Другої світової війни її направили працювати в одному з сіл Прикарпаття викладачем української мови, там вона була директором школи. Та з початком фашистської окупації України повернулась додому. Там поступила у педучилище, після закінчення влаштувалась на роботу.
Вона поховала двох чоловіків, у неї не було власних дітей.
15 лютого 2018 року вона відсвяткувала своє 100-річчя.
У віці 103 років Євдокія Василівна стала найстарішою живою людиною у Черкасах. Її секрет довголіття вона назвала що: Жити треба справедливо та чесно, не ображати людей. А головне — не бути жадібним. Жадібна людина довго не проживе. Треба так будувати стосунки, щоб тебе поважали, а в старості допомагали.
15 лютого 2024 року під час її 106-річчя її привітав Корсунь-Шевченківської міської громади Віталій Мацюк та виконавчого комітету міської ради заступниця міського голови Людмила Сімшаг та начальник відділу соціального захисту населення Руслана Захарченко.
Нині Євдокія Василівна проживає у Корсуні-Шевченківському, Черкаська область, Україна, зі своїм опікуном Олександром Ковтуном у віці 107 років, 27 днів. У свої роки Євдокія сама ходить без сторонньої допомоги, має гарну пам'ять та читає книжки без окулярів.

## Рекорди довгожителя
- 14 жовтня 2024 року після смерті Миколи Деревляника вона стала 4-ю найстарішою живою людиною в Україні.